# 浜松陸軍飛行学校
座標: 北緯34度44分32.69秒 東経137度41分45.04秒 / 北緯34.7424139度 東経137.6958444度
浜松陸軍飛行学校（はままつりくぐんひこうがっこう）は、日本陸軍の軍学校のひとつ。主として航空爆撃に関する教育と研究等を行った。1925年（大正14年）5月、前身となる飛行第7連隊練習部が設置され、1933年（昭和8年）8月、同練習部を基幹として浜松陸軍飛行学校が開設された。学校本部および本校は静岡県浜名郡（現在の浜松市中央区）に置かれたほか、同県の三方原と愛知県東春日井郡に分飛行場があった。

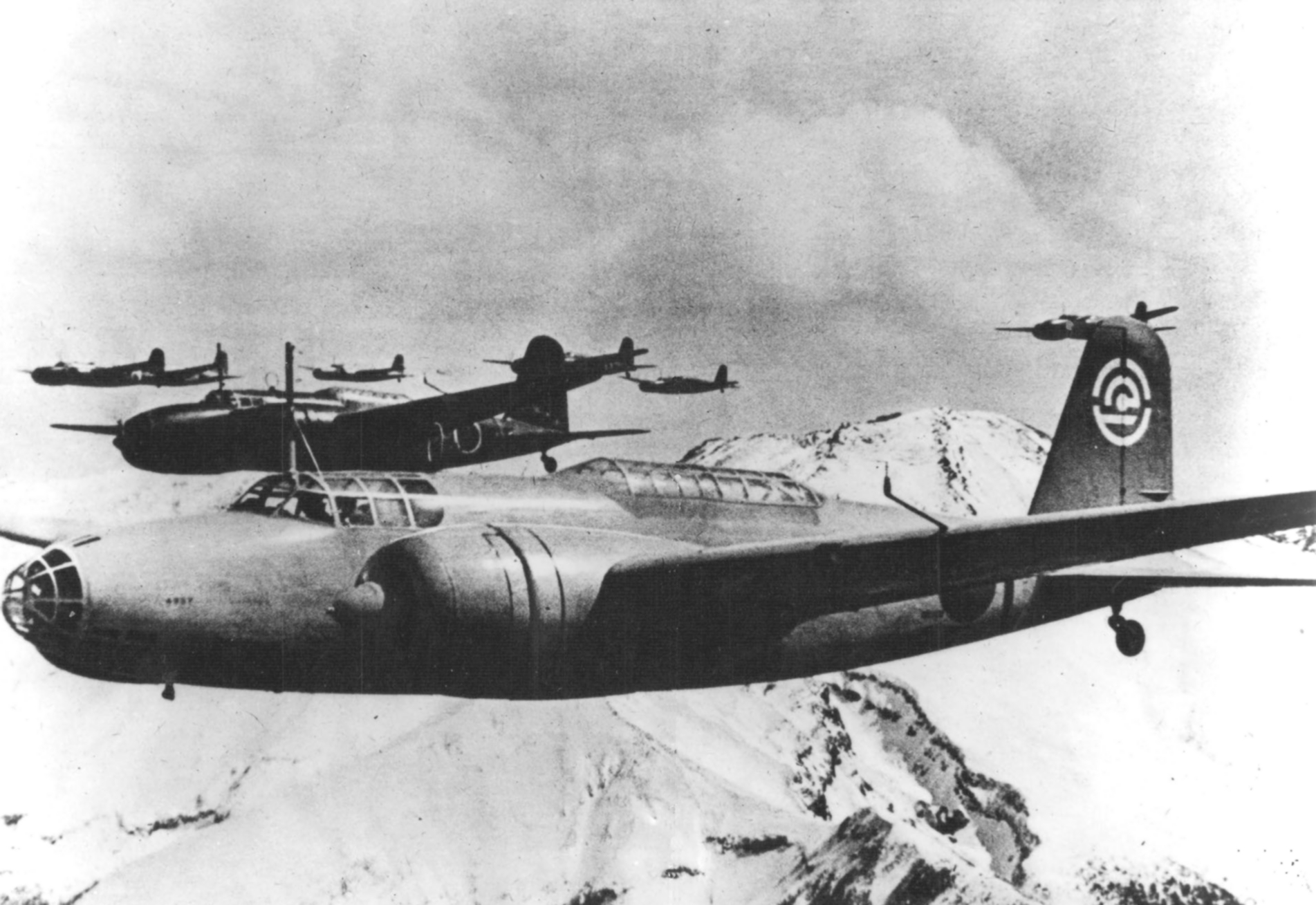
「ハマヒ」の文字を図案化した尾翼マークの浜松陸軍飛行学校九七式重爆撃機

1940年（昭和15年）12月、浜松陸軍飛行学校から分かれるかたちで鉾田陸軍飛行学校が設立されると、航空爆撃に関する教育と研究等のうち重爆撃機を使用するものが浜松陸軍飛行学校の担当となった。また航空における化学兵器に関する教育と研究等や、落下傘部隊の要員育成と落下傘に関する研究等も浜松陸軍飛行学校で行われた。
1944年（昭和19年）6月、浜松陸軍飛行学校は閉鎖となり浜松教導飛行師団および三方原教導飛行団に改編された。さらに1945年（昭和20年）7月、浜松教導飛行師団は教導飛行師団第4教導飛行隊と第27飛行団司令部に改編分離され、同年8月の太平洋戦争（大東亜戦争）終戦により三方原教導飛行団ともども解体された。ここでは浜松教導飛行師団等についても述べる。

## 沿革

### 初期の陸軍航空教育
1912年（明治45年）、陸軍は「操縦術修業者」を気球隊に分遣し、埼玉県入間郡所沢町の飛行試験場（のちの所沢陸軍飛行場）で航空関係の体系的な教育を始めた。1915年（大正4年）12月、所沢に航空大隊が創設されると教育は航空大隊の担任となり、ひき続き所沢で行われた。1919年（大正8年）1月より11月まで、ジャック＝ポール・フォール大佐を長とする「フランス航空団」とよばれる航空教育軍事使節団が来日し、教育指導、技術開発指導その他を行った際には、爆撃の教育はフランス航空団の助言を取り入れ静岡県三方原で行われた。
同年4月、陸軍航空の現業軍政と専門教育を統轄する陸軍航空部が設立され、同時に所沢に陸軍航空学校が開設された。同校の学生は甲種、乙種、丙種にわけられ、そのうち丙種学生は機関工術、射撃、爆撃等の修習をする学生であった。同年12月、陸軍航空学校教育部は分科ごとに教育班を新設したが、爆撃班は飛行機に適当なものがなく、業務も活発ではなかった。

### 飛行第7連隊 練習部

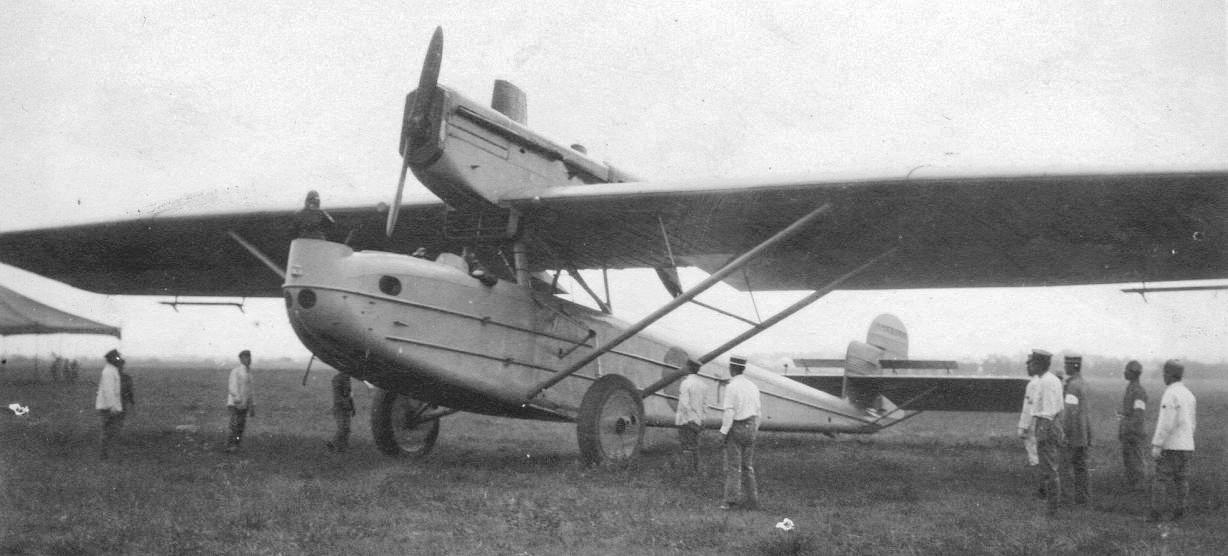
昭和初期に使用された八七式重爆撃機

1925年（大正14年）3月、陸軍初の爆撃部隊として飛行第7連隊の新設が着手された。同連隊の編制は本部、第１大隊（重爆撃機）、第２大隊（軽爆撃機）、練習部および材料廠を予定し、所沢陸軍飛行学校で行われていた爆撃の教育と研究は飛行第7連隊練習部が担当することになった。5月、練習部が設置されたが同時期すでに偵察および戦闘分科には下志津陸軍飛行学校と明野陸軍飛行学校がそれぞれ設立されていたことに比べ、爆撃分科の教育と研究は遅れをとっていた。これは陸軍の航空に対する価値判断もさることながら、適当な爆撃機の配備が遅れたことが原因である。
飛行第7連隊は当初東京府北多摩郡立川町に置かれ、1926年（大正15年）10月、静岡県浜名郡曳馬村（現在の浜松市中央区中心部）に移駐した。練習部における教育は被教育者を「修業員」として入隊させるかたちをとって行われた。

### 浜松陸軍飛行学校

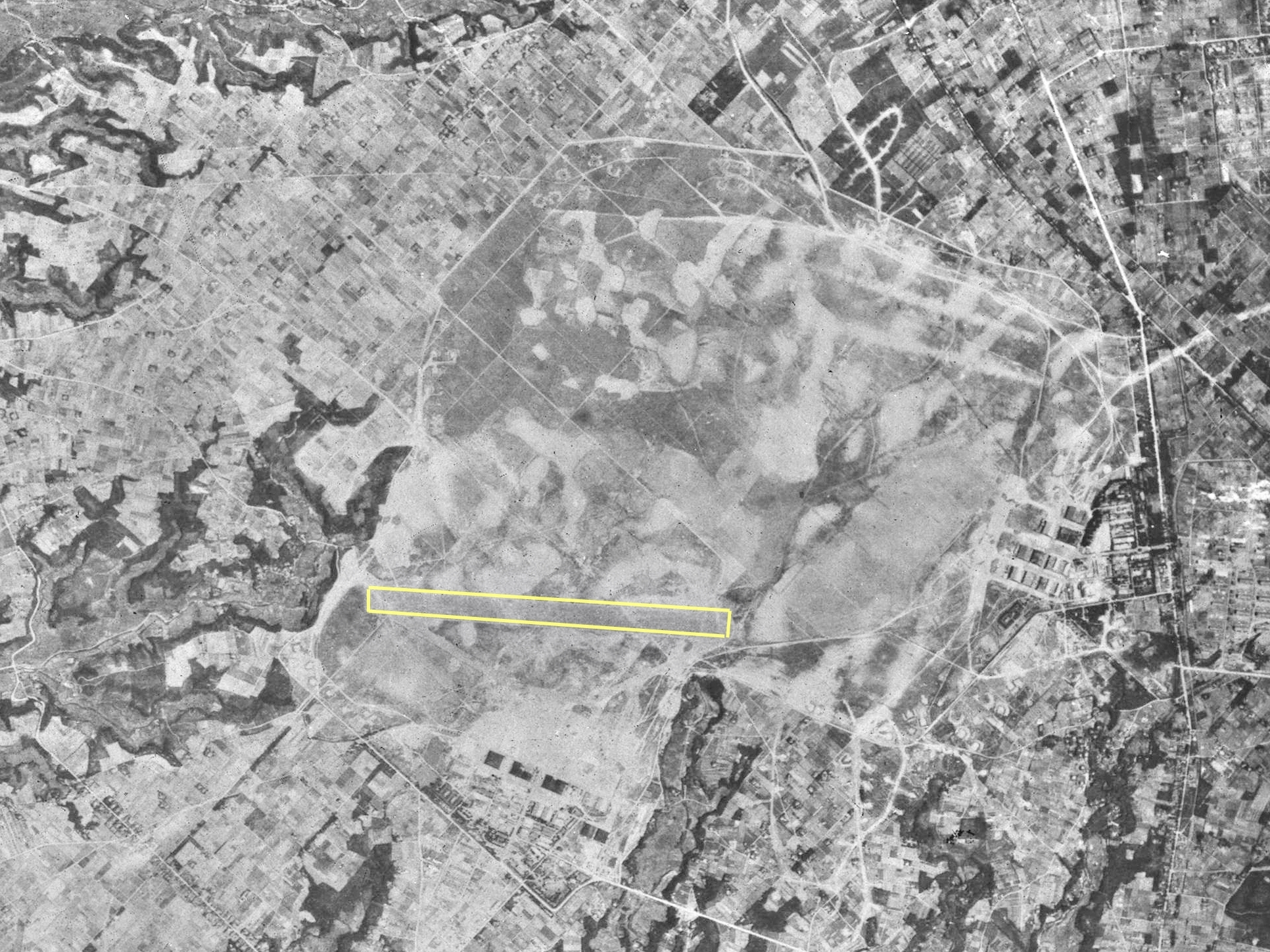
旧浜松陸軍飛行学校、後の浜松教導飛行師団跡（1946年）
黄枠で滑走路の位置を図示。

1933年（昭和8年）5月、陸軍飛行学校令が改正され（軍令陸第10号）、同年8月に施行された。この改正で浜松陸軍飛行学校が開設された。前述学校令の第3条で浜松陸軍飛行学校が行う教育と調査研究および試験の科目は、爆撃、爆撃操縦、爆撃器材と爆弾の取り扱い等に関する諸学術、ならびにこれらに関する兵器および器材と定められた。設立当初における学校の編制は研究部が置かれず、陸軍航空本部長に隷属する校長のもと、幹事、本部、材料廠、および学生であった。同校は当初、飛行第7連隊内に設置された。のちに学校本部などの建物を西南方の神久呂村（現在の浜松市中央区）に新築するが、浜松陸軍飛行学校は滑走路などを飛行第7連隊（あるいはその後継部隊）と共用し、最後まで飛行場の敷地内で実戦部隊との併存であった。
1935年（昭和10年）3月、陸軍中央は軍備の強化を図るため昭和十年軍備改変要領（軍令陸乙第3号）を定めた。これにもとづき同年8月、従来の陸軍飛行学校令が廃止され浜松陸軍飛行学校令（軍令陸第13号）が施行された。同令の第1条で浜松陸軍飛行学校は「学生ニ爆撃飛行隊ニ必要ナル諸学術ヲ修得セシメ（中略）且爆撃飛行隊ニ必要ナル兵器及器材ノ研究及試験ヲ行フ所トス」と定められた。同じ第1条では前項のほかに「下士官候補者ニ航空兵科下士官タルニ必要ナル教育ヲ行ヒ」かつ「航空部隊ノ運用ニ関スル教育及研究ヲ行フ」ことも規定されている。条文の文言にもとづき学生の区分に戦術学生が加わり、そのほかに被教育者には下士官候補者も含まれるようになった。学校の新編制は校長、幹事、本部、教育部、研究部、練習隊、下士官候補者隊、材料廠、学生である。
浜松陸軍飛行学校令により、同校の被教育者は次のとおり定められた（1935年8月時点）。
- 戦術学生

航空部隊の運用に関する学術を修習する者。航空兵科の尉官、若干名。
必要に応じ、他兵科（憲兵科を除く）尉官を戦術学生とすることも可（学校令第2条）。
修学期間は約6か月。通常毎年1回入校。
- 甲種学生

主として戦術および爆撃に関する学術を修習する者。航空兵科尉官。
必要に応じ、他兵科（憲兵科を除く）尉官を甲種学生とすることも可（学校令第2条）。
修学期間は約6か月。通常毎年1回入校。
- 乙種学生

主として爆撃操縦に必要な学術を修習する者。新たに飛行機操縦を修得した航空兵科尉官。
必要に応じ、他兵科（憲兵科を除く）尉官を乙種学生とすることも可（学校令第2条）。
修学期間は約3か月。通常毎年1回入校。
- 操縦下士官候補者

主として爆撃操縦に必要な学術を修習する者。各隊より分遣された航空兵科下士官候補者。
修学期間は約3か月。毎年1回入校。
- 戦技下士官候補者

主として空中射撃、空中戦闘、および爆撃に必要な学術を修習する者。下志津陸軍飛行学校で戦技下士官候補者の課程を終了した者。
修学期間は約6か月。毎年1回入校。
- その他

臨時に各兵科（憲兵科を除く）将校以下を召集し、必要な教育を行うことも可（学校令第4条）。
戦術学生は従来まで下志津陸軍飛行学校の担当であった。被教育者の居住は学生は校外、下士官候補者は校内と定められていた。
同年から翌1936年（昭和11年）にかけて浜松陸軍飛行学校と飛行第7連隊は従来の飛行場および爆撃場の北隣である三方原に用地を取得して爆撃場と分飛行場を整備した。また1936年12月には同校に化学兵器に関する研究および教育を行う化兵班が設置された。さらに1937年（昭和12年）４月、飛行機操縦者急速養成教育のため愛知県東春日井郡と愛知郡にまたがる本地原陸軍演習場の一部（現在の尾張旭市南部）を分飛行場とした。
1938年（昭和13年）7月、浜松陸軍飛行学校令改正（軍令陸第13号）が施行された。この改正で同校の被教育者から下士官候補者が除外され、学校の編制は校長、幹事、本部、教育部、研究部、材料廠、および学生となった。
浜松陸軍飛行学校令により、同校の被教育者は次のようになった（1938年7月時点）。
- 戦術学生

航空部隊の運用に関する学術を修習する者。航空兵科の少佐または大尉。
必要に応じ、他兵科（憲兵科を除く）の将校を戦術学生とすることも可。
修学期間は約6か月。通常毎年1回入校。
- 甲種学生

戦術および爆撃に関する学術を修習する者。航空兵科大尉。
必要に応じ、他兵科（憲兵科を除く）の将校を甲種学生とすることも可。
修学期間は約6か月。通常毎年1回入校。
- 乙種学生

爆撃操縦に必要な学術を修習する者。新たに飛行機操縦を修得した航空兵科尉官。
必要に応じ、他兵科（憲兵科を除く）の将校を甲種学生とすることも可。
修学期間は約3か月。通常毎年1回入校。
- その他

臨時に各兵科（憲兵科を除く）将校以下を召集し、必要な教育を行うことも可（学校令第3条）。
同年12月、天皇に直隷し航空兵科専門の教育を統轄する陸軍航空総監部（以下、航空総監部と略）が設立され、浜松陸軍飛行学校はそれまでの陸軍航空本部長にかわり、陸軍航空総監（以下、航空総監と略）が管轄する学校となった。
1940年（昭和15年）7月、浜松陸軍飛行学校令が改正され（軍令陸第16号）、同年12月より施行された。改正学校令の第1条では「爆撃飛行隊（軽爆撃飛行隊ヲ除ク以下之ニ同ジ）」の文言が織り込まれ、それまで重爆撃機と軽爆撃機の双方に関する教育と研究等を行ってきた浜松陸軍飛行学校は、以後重爆撃機分科のみを担当することとなった。また、1935年より担当であった「航空部隊ノ運用ニ関スル教育及研究」が条文から削除され、学校の編制は校長、幹事、本部、教育部、研究部、材料廠、および学生で従前のままであるが、学生の区分から戦術学生が除外された。
浜松陸軍飛行学校令改正により、同校の被教育者は次のようになった（1940年12月時点）。
- 甲種学生

戦術および爆撃に関する学術を修習する者。航空兵科大尉。
必要に応じ、他兵科（憲兵科を除く）の将校を甲種学生とすることも可。
修学期間は約6か月。通常毎年1回入校。
- 乙種学生

爆撃操縦に必要な学術を修習する者。新たに飛行機操縦を修得した航空兵科尉官。
必要に応じ、他兵科（憲兵科を除く）の将校を甲種学生とすることも可。
修学期間は約3か月。通常毎年1回入校。
- その他

臨時に各兵科（憲兵科を除く）将校以下を召集し、必要な教育を行うことも可（学校令第3条）。
1940年9月、陸軍はそれまでの「歩兵科」「砲兵科」「航空兵科」といった兵科区分を、憲兵を除いて「兵科」という単一のものとして、区分は新たに兵種とした。このため翌年6月、浜松陸軍飛行学校令改正（軍令陸第11号）が施行され。学生の諸条件を「航空兵科」から「航空関係ノ兵科」に条文が修正された。そのほか従来まで尉官のみであった乙種学生を尉官および見習士官にあらため、修学期間約3か月を約6か月に延長し、郊外に起居していたものを校内に居住させ教育の充実を図った。
1941年（昭和16年）12月、日本は米英など連合国との太平洋戦争を開始した。開戦からまもなく浜松陸軍飛行学校では将来艦船攻撃を行う機会が多くなると判断し、効果の少ない水平爆撃にかえて魚雷による攻撃、あるいは超低空爆撃を行う場合の研究を実施した。この研究の結果は陸軍中央に意見具申されたが、ただちに採用されることにはならなかった。1942年（昭和17年）8月、水戸陸軍飛行学校の航空化学戦に関する部門が移管され、化学戦教導隊が置かれた。教導隊の人員は将校53、准士官、下士官49、兵396と軍属若干であった。

### 浜松教導飛行師団
太平洋戦争の戦況が悪化した1944年（昭和19年）6月、陸軍中央は戦力の不足を補うため飛行学校5校と1分校、および航空整備学校1校を軍隊化し、航空総監隷下で教育と作戦行動を常時並行して行わせることとした。これらの学校は「実施学校」と呼ばれ実戦に即した中級以上の教育を行い、勤務する教官および助教は経験に富み優れた技量を持つ者が含まれることに注目されたのである。下志津教導飛行師団等臨時編成要領（軍令陸乙第29号）の施行により浜松陸軍飛行学校は閉鎖され、浜松教導飛行師団と三方原教導飛行団に改編された。浜松教導飛行師団の編制は師団司令部、2個教導飛行隊、1個教導整備隊、通信隊、教育隊と学生で、飛行学校の施設をそのまま使用した。近隣の三方原陸軍演習廠舎を利用して設置された三方原教導飛行団の編制は団司令部、1個教導飛行隊、1個教導防護隊、および学生であった。同年8月には航空総監部の兼任による教導航空軍司令部が編成され、各教導飛行師団を指揮した。

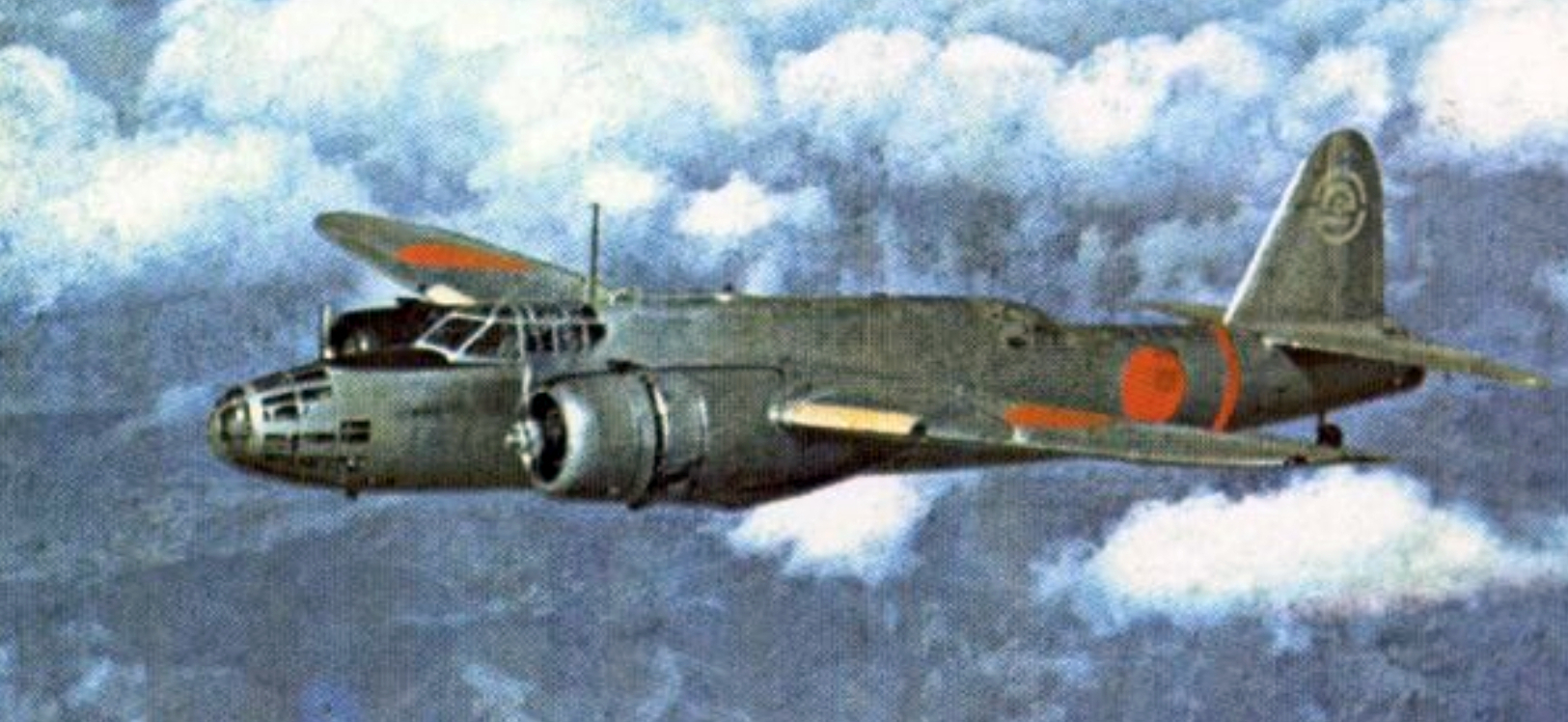
「ハマヒ」の尾翼マークが描かれた一〇〇式重爆撃機

浜松教導飛行師団の被教育者は、大尉を対象とする甲種学生、尉官対象の乙種学生、同じく射撃学生、同じく爆撃学生と、准士官および下士官からなる己種学生（きしゅがくせい）とされた。己種学生とはそれまで陸軍航空士官学校で教育が行われていた少尉候補者を、1944年5月陸軍航空関係少尉候補者教育令（勅令第344号）により各部隊での教育に改められた学生である。三方原教導飛行団の被教育者は編制表上では種別なく「学生」とされ、尉官および下士官が対象であった。
1944年7月、アメリカ軍が太平洋のサイパン島を占領すると、同島を含むマリアナ諸島を拠点としてB-29爆撃機による日本本土攻撃が予想された。日本軍ではその事前制圧を企図し参謀総長の指示を受けた航空総監は、浜松教導飛行師団にマリアナ方面の敵飛行場を「タ弾」により攻撃する重爆撃機1個中隊の編成を下令した。同年10月、前述の特別任務中隊は第2独立飛行隊として正式の軍隊編制に改められ、翌11月より硫黄島を経由したサイパン島あるいはテニアン島攻撃を複数回にわたって行った。そのほか同年10月に浜松教導飛行師団から新たに飛行第110戦隊が編成され、12月よりサイパン島を攻撃する作戦に参加した。第2独立飛行隊は同月下旬、飛行第110戦隊に吸収された。
マリアナ方面の攻撃作戦と前後して1944年初期より、陸軍中央では飛行機が艦船に体当たりを行う特別攻撃の検討を開始していた。同年7月、教導航空軍司令部は浜松教導飛行師団に対し、重爆撃機による特別攻撃隊の編成を内示した。10月、浜松教導飛行師団は隷下の第1教導飛行隊を母隊として四式重爆撃機の改造機を使用する特別攻撃隊を編成し、西尾常三郎少佐以下総員26名がフィリピン派遣を命じられた。同隊は「富嶽隊」と命名され、鉾田教導飛行師団から編成された「萬朶隊」とともに最初の陸軍特別攻撃隊であった。浜松教導飛行師団からは翌年1月、一〇〇式重爆撃機による第47振武隊も編成された。
1945年（昭和20年）4月、本土決戦に備え航空諸軍を統率する天皇直隷の航空総軍司令部が編成され、航空総監部は閉鎖された。これにともない浜松教導飛行師団は航空総軍司令官の隷下に入り、決号作戦に参加し小笠原方面における敵航空基地の夜間攻撃準備の任務が与えられた。
同年4月18日、「下志津陸軍飛行学校令外四軍令廃止ノ件」（軍令陸第11号）の施行により浜松陸軍飛行学校令が廃止となり、閉鎖中であった同校は正式に廃止された。

### 教導飛行師団 第4教導飛行隊
1945年（昭和20年）7月10日、軍令陸甲第103号が下令され、それまで航空要員の教育と作戦行動を兼務していた浜松ほか各教導飛行師団は教育部隊と作戦部隊に分離改編された。教育専任となったのは、それまで6個編成であった各地の教導飛行師団を統合し地名を冠称しない教導飛行師団（司令部は従来の宇都宮教導飛行師団基幹）1個とその指揮下の第1から第6までの教導飛行隊である。浜松教導飛行師団は第4教導飛行隊となった。作戦部隊としては第27飛行団司令部が浜松教導飛行師団の人員から編成された。三方原教導飛行団は編制に改正はなかった。
同年8月、御前会議でポツダム宣言の受諾が最終決定され、8月15日正午より太平洋戦争の終戦に関する玉音放送が行われた。8月18日、全陸軍は与えられていた作戦任務を解かれ、各部隊は逐次復員を行った。
浜松陸軍飛行学校本校の跡地は、同年9月以降アメリカ軍の不時着用飛行場として使用された。1952年（昭和27年）10月、警察予備隊を改編した保安隊が同地に保安隊航空学校を開設した。当時浜松では設置反対を呼びかけるビラなどが撒かれて不穏な空気が漂い、これに先立つ７月６日には、旧兵舎が放火と見られる火災によって消失している。1954年（昭和29年）7月、航空自衛隊が発足すると操縦、整備、通信の各学校が同地に置かれ、翌1955年（昭和30年）9月には航空自衛隊浜松基地となった。

## 浜松陸軍飛行学校 練習部
1939年（昭和14年）9月より欧州で第二次世界大戦が始まると、翌1940年（昭和15年）よりドイツ軍は相当数を有していたパラシュート降下部隊を対北方および西方作戦で使用し、十分な成果を得ていた。日本陸軍では以前よりソビエト連邦の同様部隊計画の情報を入手して対抗戦闘についての研究はある程度されていたが、航空事情の未成熟などが原因で自国の部隊編成までは考えられてれていなかった。
1940年10月欧州駐在勤務を終えて帰国した陸軍大学校教官、井戸田勇中佐は陸軍大臣官邸において東條英機陸相ほか陸軍首脳に落下傘部隊を含むドイツ軍の用兵について説明し、これ以降落下傘部隊の建設が本格化することとなった。参考とするドイツ軍における落下傘部隊の所属（空軍）や飛行機その他の器材等の関係により、部隊建設の担当は陸軍航空本部と定められた。同年11月末、浜松陸軍飛行学校練習部臨時編成要領（軍令陸甲第56号）が裁可された。
同年12月、浜松陸軍飛行学校に練習部が設置された。編制は部長（中佐または少佐）以下、部員（主計将校、軍医、軍属を含む）、教官（少佐または大尉、および尉官）であり、落下傘降下に関する調査、研究と試験、および将校と下士官からなる練習員230名前後を教育する計画であった。部員と教官には航空総監部、教育総監部、陸軍技術本部、陸軍航空技術研究所、陸軍戸山学校からの兼務者を含み、陸軍全体の力を結集して落下傘部隊を育成する姿勢であった。また部員には医務関係者の比率が通常よりも多めに配置され、身体検査および事故に対する救急措置への配慮がなされていた。練習部の初代部長には河島慶吾中佐が補職された。
1941年（昭和16年）1月初めまでに練習部は編成を完結し、落下傘降下部隊要員は東京市牛込区にある陸軍戸山学校に移り約１か月間の訓練ののち、同市世田谷区の読売遊園にあった落下傘塔を利用して降下の基礎練習を実施した。同時に浜松では落下傘降下時の飛行法等についての研究が行われた。基礎的な練習および研究を終了した降下要員はふたたび浜松に集結して飛行機からの降下訓練を実施した。しかしさらに多量の要員教育を企図を秘匿しながら円滑に行うには浜松および三方原では不適当とみなされ、同年5月練習部は満州の白城子陸軍飛行学校に移転した。この陸軍飛行学校練習部が陸軍挺進練習部の基幹となった。

## 年譜
- 1918年12月 - 臨時航空術練習委員が発足。
- 1919年3月 - 静岡県三方原に臨時航空術練習爆撃班を設置。
- 1925年5月 - 陸軍航空学校開設。
- 1925年5月 - 飛行第７連隊練習部を設置。
- 1926年10月 - 飛行第７連隊を静岡県浜名郡に移駐。
- 1933年8月 - 飛行第７連隊練習部を浜松陸軍飛行学校として独立。
- 1936年 - 静岡県三方原に分飛行場を設置。
- 1937年4月 - 愛知県東春日井郡に分飛行場を設置。
- 1940年12月 - 浜松陸軍飛行学校練習部を設置、落下傘降下練習を行う。
- 1941年5月 - 浜松陸軍飛行学校練習部を廃止、同練習部は白城子陸軍飛行学校に移転。
- 1944年6月 - 浜松陸軍飛行学校を浜松教導飛行師団および三方原教導飛行団に改編。
- 1945年4月 - 浜松陸軍飛行学校令を廃止。
- 1945年7月 - 浜松教導飛行師団を教導飛行師団 第4教導飛行隊に改編。
- 1945年8月 - 終戦。以後、逐次復員。

## 歴代監督官

### 飛行第7連隊練習部
浜松陸軍飛行学校の前身となった飛行第7連隊練習部の部長は次のとおり。
- 春田隆四郎 少佐：1925年5月1日[72] - 1926年8月6日（1925年8月7日、中佐に進級）[73]
- 井下忠助 少佐：1926年8月6日[74] - 1928年3月24日（1927年3月1日、中佐に進級）[75][76]
- 値賀忠治 中佐：1928年3月24日[77] - 1929年8月1日[78]
- 佐藤覚一 少佐：1929年8月1日[79] - 1930年8月1日[80]
- 佐々誠 中佐：1930年8月1日[80] - 1931年8月1日[81]
- 下重長四郎 中佐：1931年8月1日[82] - 1932年8月8日[81]
- 本名文誠 少佐：1932年8月8日[83] - 1933年8月1日

### 浜松陸軍飛行学校
浜松陸軍飛行学校の設置により初代の校長は飛行第8連隊長、値賀忠治大佐が補職された。1935年8月より校長は中将または少将とされた。
- 値賀忠治 大佐：1933年8月1日[85] - 1935年8月1日
- 佐野光信 少将：1935年8月1日[86] - 1937年8月2日（1936年3月7日、中将に進級[87]）
- 牧野正迪 中将：1937年8月2日 - 1938年6月1日
- 増野周万 少将：1938年7月15日 - 1939年8月1日 （1939年3月9日、中将に進級[88]）
- 寺本熊市 少将：1939年8月1日 - 1940年8月1日
- 儀峨徹二 中将：1940年8月1日 - 1941年10月15日
- 須藤栄之助 少将：1941年10月15日 - 1943年1月29日
- 山本健児 少将：1943年1月29日 - 1944年6月10日[89]
- 欠　　員　：1944年6月10日 - 1944年6月20日

### 浜松教導飛行師団
教導飛行師団編成により、それまでの校長職は教導飛行師団長となった。ただし通常の飛行師団長の階級が中将であり天皇より直接辞令を受ける親補職であるのに対し、教導飛行師団長の階級は中将または少将とされ親補職ではなかった。
- 川上清志 少将：1944年6月20日 - 1944年11月27日
- 星駒太郎 少将：1944年11月27日 - 1945年7月10日

### 三方原教導飛行団
浜松教導飛行師団とともに三方原教導飛行団が編成された。初代の飛行団長には関東軍化学部長山脇正男少将が補職された。
- 山脇正男 少将：1944年6月20日 - 1945年4月15日[93]
- 岡田猛次郎 大佐：1945年4月15日 -

### 教導飛行師団
下志津教導飛行師団、明野教導飛行師団、浜松教導飛行師団、鉾田教導飛行師団、常陸教導飛行師団、宇都宮教導飛行師団は統合改編され単一の教導飛行師団（司令部：栃木県芳賀郡）となり、浜松には第4教導飛行隊が置かれた。
師団長
- 橋本秀信 中将：1945年7月16日[94] -

第4教導飛行隊隊長
- 新原季人 中佐：1945年7月18日[95][96] -